# District de Galicie
1er septembre 1941 – août 1944
Entités précédentes :
- Oblast de Lviv
 Oblast d'Ivano-Frankivsk
 Oblast de Ternopil

Entités suivantes :
- Oblast de Lviv
 Oblast d'Ivano-Frankivsk
 Oblast de Ternopil

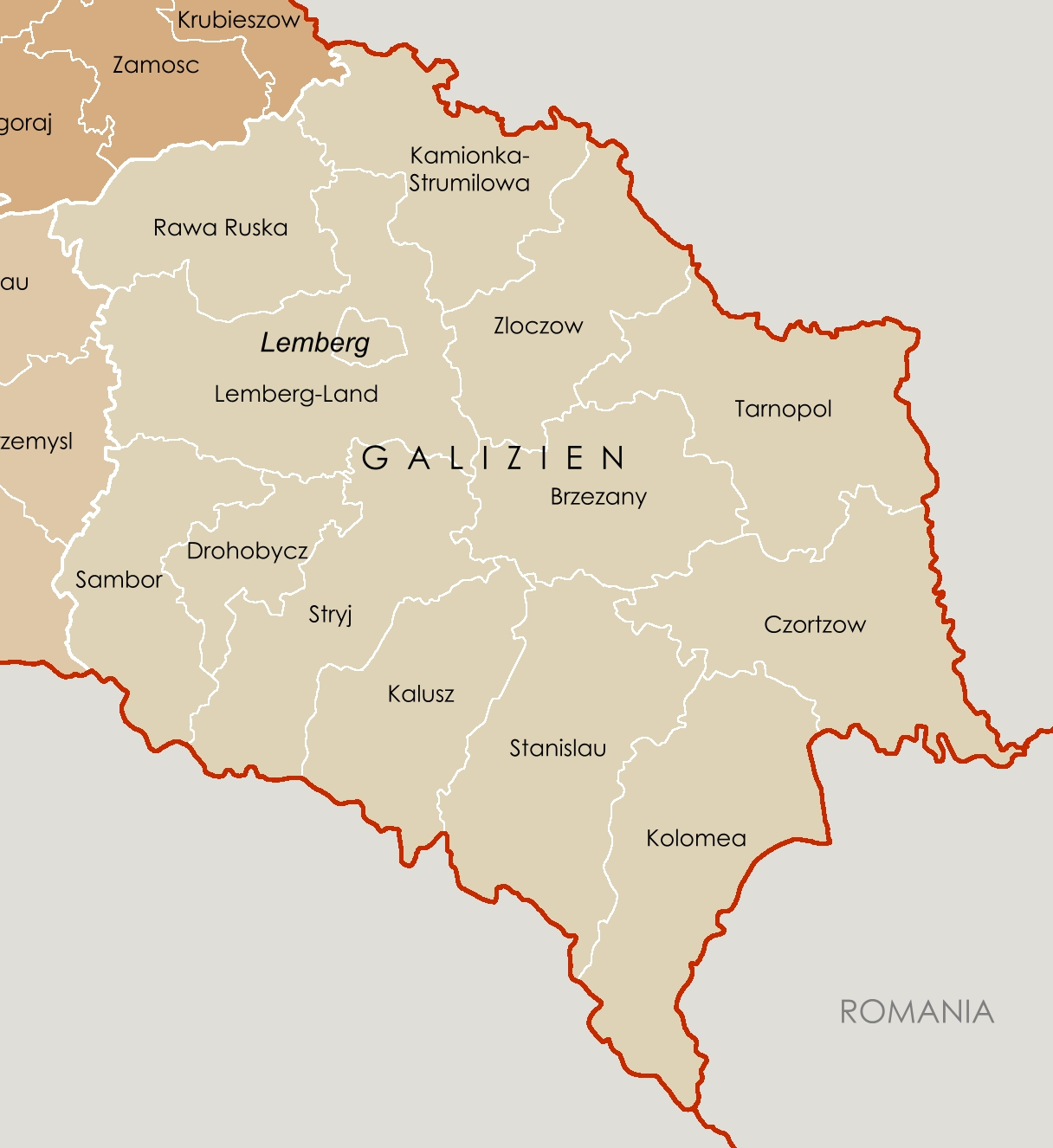
Division administrative du district.

Le district de Galicie (allemand : Distrikt Galizien, polonais : Dystrykt Galicja, ukrainien : Дистрикт Галичина) était une unité administrative du gouvernement général créée le 1er août 1941 par l'Allemagne nazie lors de l'invasion de l'Union soviétique pendant la Seconde Guerre mondiale. Initialement, lors de l'invasion germano-soviétique de la Pologne en 1939, le territoire fut pendant près de deux ans sous occupation soviétique dans le cadre de l'Ukraine soviétique,.

## Histoire
Le district de Galicie comprenait principalement la voïvodie de Lwów de la Deuxième République polonaise d'avant-guerre et qui fait aujourd'hui partie de l'Ukraine occidentale. Le territoire a été repris par l'Allemagne nazie en 1941 après l'attaque de l'URSS et intégré au Gouvernement général, dirigé par Hans Frank depuis l'invasion de la Pologne de 1939. La région a été reprise lors de l'offensive d'été soviétique en 1944.
Le district a été géré par le beau-frère de Frank, Karl Lasch du 1er août 1941 au 6 janvier 1942, puis par le SS-Brigadeführer Otto Wächter du 6 janvier 1942 au mois de septembre 1943. Wächter a utilisé la capitale — Lemberg — comme base de recrutement pour la 14e division SS (galicienne no 1). Lors de la Shoah en Pologne occupée qui débuta dès le début de l'occupation, les plus grands ghettos juifs furent créés à Lwów (Lemberg) et à Stanisławów (Stanislau).

## Gouverneurs successifs
| № | Photo | Gouveneur                   | Prise de commandement | Fin de commandement | Durée de la fonction |
| - | ----- | --------------------------- | --------------------- | ------------------- | -------------------- |
| 1 |       | Karl Lasch (de) (1904-1942) | 1er août 1941         | 6 janvier 1942      | 5 mois               |
| 2 |       | Otto Wächter (1901-1949)    | 22 janvier 1942       | Août 1944           | 2 ans, 6 mois        |